# Махаут

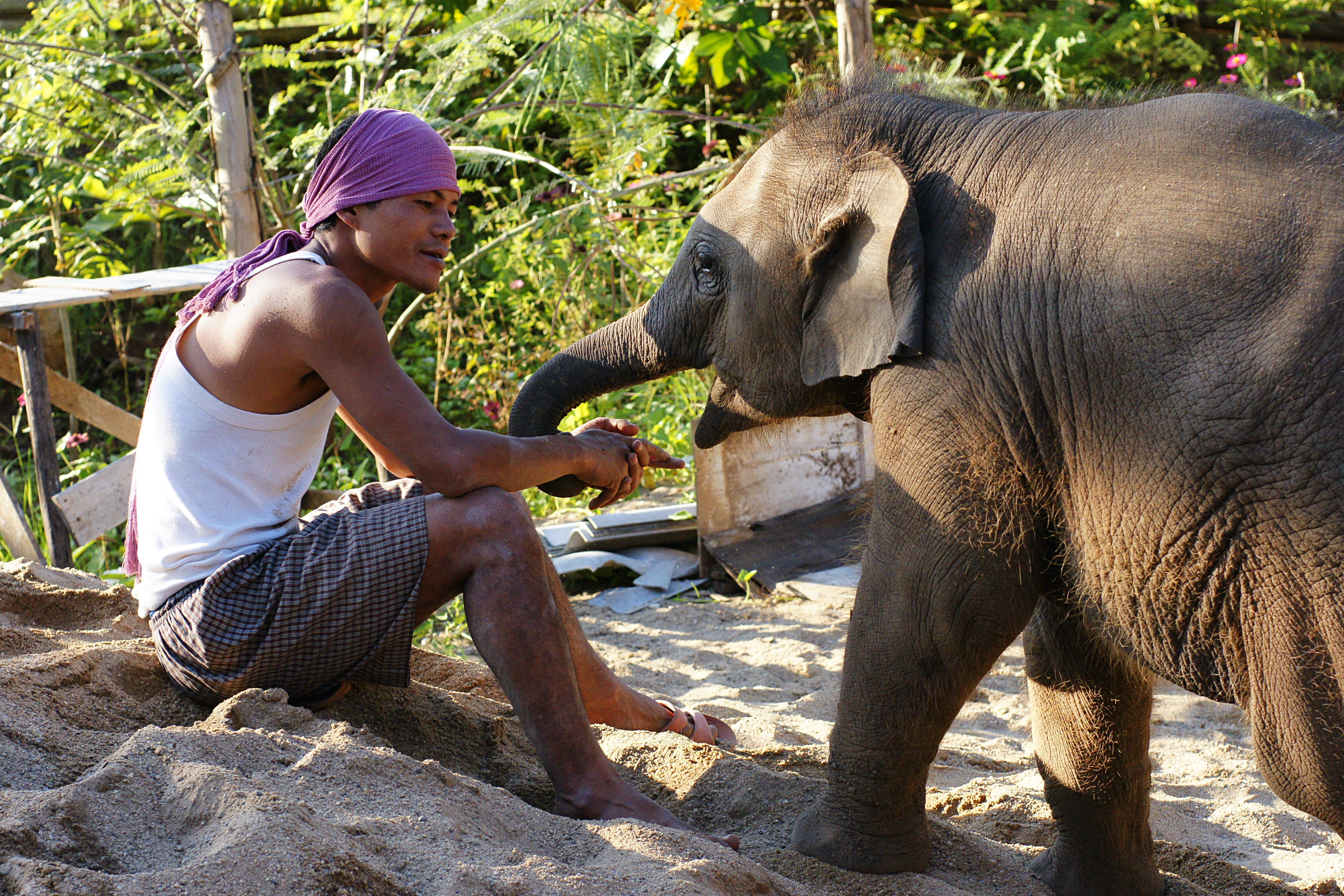
Махаут со слоном

Махаут — погонщик, всадник или тренер слона. По индийскому обычаю, махаутами становятся ещё в детском возрасте, когда ребёнку выделяют собственного слона.
Слово «махаут» происходит от слова mahaut (महौत) в языке хинди, которое произошло от древнеиндийского mahavat (महावत). Более древний вариант этого слова есть в санскрите — mahamatra (महामात्र). Другое название махаута — корнак (cornac, kornak) попало из санскрита в европейские языки через португальский. На санскрите это слово звучит как karināyaka, которое произошло от двух слов — karin (слон) и nāyaka (управляющий). В тамильском языке используется слово pahan, в буквальном переводе «хранитель слона», в сингальском — kuranavayāke (мастер). В малаяламе используется слово paappaan, в бирманском — oozie, в тайском — kwan-chang (ควาญ ช้าง), во вьетнамском — quản tượng.
Наиболее распространённым инструментом махаута является анкус — острый металлический крюк. Используется при наказании слона — им колют больные места, например рот или ухо. В Индии, особенно в провинции Керала, махауты используют три типа инструментов для управления слонами — тхотти (крюк высотой около 1 метра и шириной 2 см), валия-кол (самый длинный шест, высота которого составляет 3 метра, толщина — около 1 см) и херу-кол (короткое копьё).
Существует три типа махаутов по отношению к слонам:
- регаван — управляет слонами с любовью
- юктиван — управляет слонами умело
- бальван — управляет слонами с жестокостью